# Plaza de la Libertad (Taipéi)
La plaza de la Libertad (en chino: 自由廣場) es una plaza pública que abarca más de 240.000 metros cuadrados en el Distrito Zhongzheng de Taipéi, Taiwán. Ha servido como el lugar de reunión pública por excelencia desde su terminación a finales de 1970. El nombre de la plaza recuerda el importante papel histórico que desempeñó en la transición de Taiwán de un gobierno de partido único a la democracia moderna en la década de 1990.
La plaza de la Libertad sirve como un importante punto para reuniones públicas en Taipéi y alberga tres de los puntos de referencia más importantes de la ciudad, así como parques cívicos. En el extremo este de la Plaza de la Libertad se encuentra el Monumento conmemorativo nacional de Chiang Kai-shek. La plaza está flanqueada por la Sala de conciertos nacional en el norte y el Teatro Nacional en el sur.

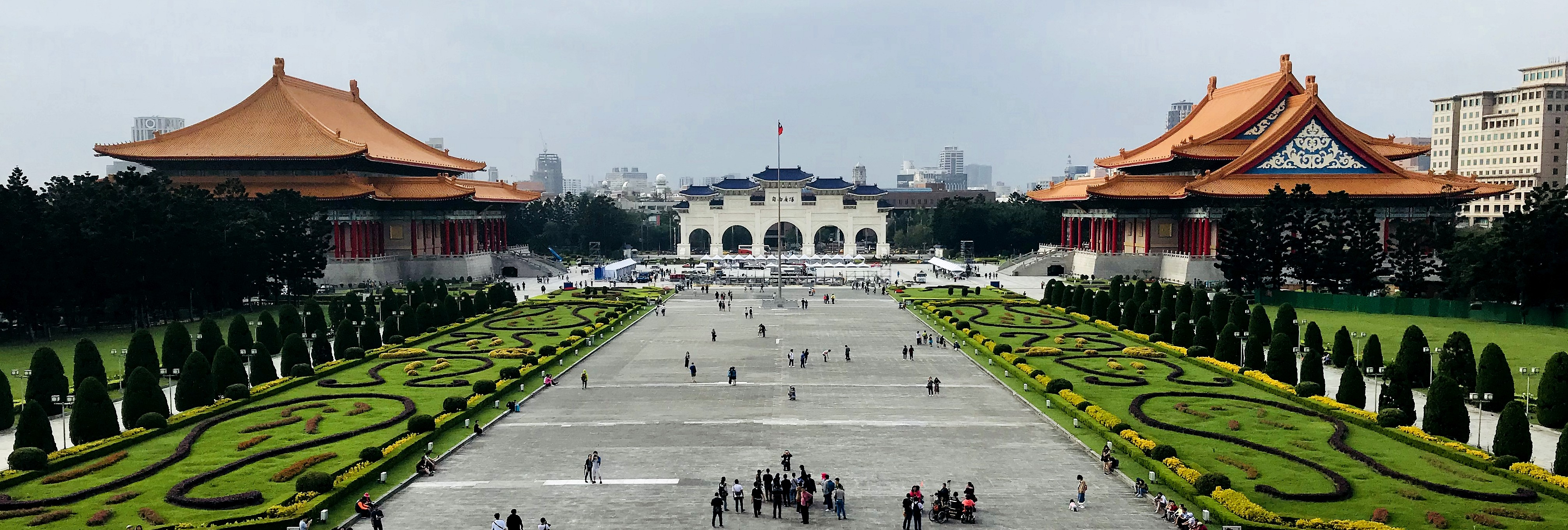